# بنك تنزانيا للاستثمار
بنك تنزانيا للاستثمار هو بنك تنمية مملوك للحكومة في تنزانيا. البنك هو أول مؤسسة تمويل إنمائي أنشأتها حكومة تنزانيا. يتم الإشراف على أنشطة البنك من قبل بنك تنزانيا والبنك المركزي والمنظم المصرفي الوطني. تم تسجيل البنك كمؤسسة مالية مسجلة.

## التاريخ
تأسس البنك بموجب قانون صادر عن البرلمان في عام 1970. في ذلك الوقت كان الهدف الرئيسي لبنك الاستثمار الدولي هو تقديم «قروض متوسطة وطويلة الأجل للمستثمرين في قطاعات الزراعة التجارية والتصنيع والتجهيز والبناء والنقل والسياحة والتعدين». ومع ذلك وبسبب الصعوبات الاقتصادية بما في ذلك الحرب مع عيدي أمين من أوغندا المجاورة وتقلبات أسعار صرف العملات الأجنبية داخل الاقتصاد التنزاني، أصبح البنك غير قادر على خدمة التزاماته المالية. وللتخفيف من الخسائر المالية ، لجأ البنك إلى تقديم قروض قصيرة الأجل والعمل كبنك تجاري. كانت الفترة بين 1980 و2003 صعبة بشكل خاص على البنك.

## مؤسسة مالية تنموية
مع مرور الوقت قامت الحكومة التنزانية المساهم الوحيد في البنك بإعادة رسملة البنك، وإعادة صياغة خطط التنمية الإستراتيجية وإعادة هيكلة إدارته. اعتبارًا من ديسمبر 2010 كان لدى البنك قاعدة أصول إجمالية تزيد عن 62 مليون دولار أمريكي (93 مليار شلن تنزاني). وتعتزم الحكومة رفع هذا الرقم إلى 265 مليون دولار أمريكي (400 مليار شلن تنزاني) في السنوات العديدة القادمة. يمتلك البنك جزءًا كبيرًا من محفظته في القطاع الزراعي التنزاني.

## مجموعة بنك الاستثمار التنزاني
بعد إعادة هيكلة بنك الاستثمار التنزاني تم تشكيل ثلاث مؤسسات متميزة ولكنها ذات صلة. المؤسسات الثلاث مجتمعةً تشكل مجموعة بنك الاستثمار التنزاني أو المجموعة:
- بنك تنزانيا للاستثمار، بنك التمية المحدود: مؤسسة تمويل تنموية.
- بنك تنزانيا للاستثمار، تمويل الشركات المحدودة: مؤسسة تمويل قصيرة الأجل، تخدم كبار العملاء من الشركات العامة والخاصة، لدعم وظائف صندوق تمويل التنمية.
- بنك تنزانيا للاستثمار، الموارد المحدودة: شركة وساطة مسجلة، مملوكة بالكامل لحكومة تنزانيا، تقوم بشراء وبيع سندات الشركات في بورصة دار السلام. تقدم أيضًا نصائح استثمارية للحكومة التنزانية لدعم صندوق تنمية الموارد.